# Винебејго (Небраска)
Винебејго (енгл. Winnebago) град је у америчкој савезној држави Небраска.

## Демографија
По попису из 2010. године број становника је 774, што је 6 (0,8%) становника више него 2000. године.
| Група             | 2000.     | 2010.     |
| Белци             | 41 (5,3%) | 34 (4,4%) |
| Афроамериканци    | 1 (0,1%)  | 1 (0,1%)  |
| Азијати           | 0 (0,0%)  | 0 (0,0%)  |
| Хиспаноамериканци | 21 (2,7%) | 31 (4,0%) |
| Укупно            | 768       | 774       |